# 顶花半边莲
顶花半边莲（学名：Lobelia terminalis）为桔梗科半边莲属下的一个种。

## 扩展阅读
- 維基物種上的相關：顶花半边莲